# 泽西共产党
泽西共产党（英語：Jersey Communist Party，缩写为JCP）是英国王室属地泽西的一个共产主义政党。该党对于大不列颠共产党，似乎保持着一种半自治的关系。第二次世界大战时，泽西岛被纳粹德国占领，泽西共产党的领导人诺曼·勒·布罗克领导了岛上的抵抗运动。1966年，苏联为布罗克和其他19名泽西岛民颁发了金手表，以表彰他们对于反法西斯抵抗运动的贡献。1972年，布罗克当选为泽西议会议员，之后又两次当选。该党的现状不清楚，可能已经解散。